# 新店區
新店區位於臺灣新北市南部，臺北盆地的南緣，北以景美溪與臺北市為界，為臺北都會區的一部分。全境面積約為120.2255平方公里，人口約有30.7萬人，是新北市人口第五大區，也是臺灣人口排行第十多的三級行政區。
由於新店區地處河川出谷的交通要道，在清末到日治初期時即是與泰雅族原住民商業交易的重要街肆。戰後受到都市化與郊區化的影響，人口成長快速，成為臺北市主要通勤人口分佈地區之一，北側商辦與住宅大樓眾多，且有數條主要交通幹線穿越，交通較為便利，故為人口主要集中地區；南部由於山坡地集中，腹地較小，且有翡翠水庫與水源保護區的劃設，發展受限而使人口分佈較少。境內的碧潭風景區為主要的觀光勝地，銀河洞、二叭子植物園、陽光運動園區亦為該區的重要旅遊景點。

## 歷史
文山地區（景美、木柵、深坑、新店、坪林、石碇）在清治時代都劃為平埔族群秀朗社地權範圍之內，秀朗社原住民是屬於漢人所謂的「熟番」。
雷里社、秀朗社(平埔族最大社群)之地權範圍，其中包含整個景美溪流域，雷里社的社址在加蚋仔庄（今臺北市萬華區）。秀朗社社址則在雷里社隔新店溪對岸南方數里的秀朗庄（今永和區秀朗地區）。後來秀朗社往南遷至新店溪上游西岸之挖仔庄（今新店市柴埕里）。根據伊能嘉矩訪問秀朗社後代，他們說秀朗社是漢人所命名的，平埔族則自稱Wara社（挖仔社）。事實上，恰恰相反，秀朗社是平埔族人自稱，而挖仔社則為漢人所命名。霧裡薛社可能為今之木柵（政大附近）。了阿八里社，其位置在雷里社與公館石壁潭之間。
新店的名稱起源有多種說法。其中一種說法提及於乾隆年間，相傳當時來自福建省泉州府的林章存等人，在通往烏來山區、出山口河階地的道路旁架設小屋，開設店面銷售雜貨或與山區原住民交換貨品，並逐漸發展成店鋪街。當時因店鋪沒有正式名稱，往來路人習以「新店」稱呼之，以便與較下游的店仔街（店鋪街，指今日的大坪林地區）區別，而成地名。但又有一說指出林章存的店因在大洪水中遭沖毀，後經重建，為了與原本的舊店做出區別而將其稱為「新店」。
另一說則是在嘉慶、道光年間，由閩南墾首陳合發、李詳記等人合資招募泉州佃農至台灣開墾。新到的移民將當地原住民泰雅族驅逐至灣潭（新店溪在進入平原地帶後所形成的一個曲流地形，位在碧潭南側），並在碧潭東岸相當於今日新東、新西二里的位置處興建店鋪逐漸發展成商店街。為了與大坪林的店仔街作出區隔，而稱呼為「新店」。
最後一說則認為新店的發展是由官府起頭，在光緒十一年（1885年）時，在新店溪上游的屈尺地區（今屈尺里）設置撫墾支局，做為與泰雅族原住民交易的場所，並將其稱為「新店」。
至於新店一名首度被用作正式的行政單位命名，則是到日治時期的明治四十二年（1909年）在此地區設置的新店支廳。
1895年日本治臺後，置臺北縣，轄新竹、宜蘭、基隆及淡水等4支廳，新店隸屬臺北縣文山堡。1896年，調整行政區域，屬臺北縣淡水支廳:122。1897年，將支廳改為辦務署，文山堡改為景尾辨務署，屬臺北縣景尾辨務署:122－123。1900年，景尾辨務署改名深坑辨務署。1901年11月，廢縣及辦務署，全臺分二十廳，新店隸屬深坑廳景尾支廳:123，下分大坪林庄、安坑庄、青潭庄與直潭庄等4庄。1909年，改設十二廳，將深坑、基隆兩廳併入臺北廳，屬臺北廳新店支廳，一部分屬新店區，一部分屬安坑區。1920年7月，改革地方行政制度，廢十二廳，行政區劃改為州、郡、街庄，新店庄屬臺北州文山郡。新店庄分為安坑、大坪林、青潭、直潭等4個大字。1922年，原屬文山郡蕃地的平廣坑、大粗坑與龜山等地併入新店庄。1943年，新店庄升格為新店街:123。
1945年二戰後，中華民國接管臺灣，行政區劃一度暫時沿用日治時期原有的州廳、市郡、街庄制度。至1946年1月起，地方行政區制改革，將日治時期的五州三廳改為八縣，郡、街庄改為區、鄉鎮，新店鎮屬臺北縣文山區:128。新店鎮分為新東里、新西里、張南里、張北里、江陵里、百忍里、寶斗里、青潭里、員潭里、雙坑里、屈尺里、粗坑里、龜山里、廣興里、直潭里、塗潭里、頂城里、柴埕里、公崙里、雙城里等20個里:128－129。1950年8月，裁撤區署，新店鎮改由臺北縣直轄:128。其後受到都市發展與社會移動等因素的影響，境內人口逐年增加。1978年，新店鎮人口突破15萬人:498－499。1980年7月1日，新店鎮改制為縣轄市新店市:876。期間與之後境內里數歷經九次變更，至2002年2月1日起，新店市共轄69個里:129－132。2010年12月25日，配合臺北縣改制為新北市，新店市改制為「新店區」。
對比於新店東半部被稱為「大坪林」的地區，新店西半部稱作「安坑」；安坑位於新店溪西岸的山谷地區。此地區早期稱作「暗坑仔」；起因於此處林木蒼鬱，後來因為覺得「暗」字不吉，才被改名為「安坑」。
新店曾為臺灣面積第二大的縣轄市，也是原臺北縣面積最大的縣轄市。

## 地理

### 地形
新店區位於新北市南側，臺北盆地南緣，北邊以新店溪與其支流景美溪與永和區秀朗地區、中和區和臺北市南緣的文山區為界，東與石碇區相鄰，南與烏來區相鄰，西與三峽區相鄰，西北與土城區相鄰。境內地形多為山地與丘陵，平地主要集中在新店溪與其支流沿岸的狹長平原帶，直潭里則因新店溪沖刷，而形成一小區塊之盆地地形，綜觀之整體地勢為南高北低。境內山區屬於雪山山脈分支的丘陵，境南與烏來區相鄰的大桶山是地理高點，海拔近900公尺。新店區曾是臺北縣下轄的縣轄市中面積最大者，但轄區內大部分都屬於不適合居住的山區地形，發展腹地有限。

### 水文
源自烏來區境內拳頭山的南勢溪與源自新北市坪林地區的北勢溪在新店境內匯集，因此得到新店溪之名，是臺北主要河川淡水河最重要的支流之一。
新店溪大致是以由南往北的方向流經新店，將境內土地分為河西與河東兩半，雖然被稱為「安坑」的西岸土地面積較大，但該區的商業、行政機能卻集中在新店溪東岸。安坑地區與南部東部的山坡地帶，主要是以較獨立的山坡地住宅社區為主要人口分佈型態。

### 氣候
新店地區之氣候與臺灣北部地區氣候略同，屬亞熱帶季風氣候，高溫多雨，年平均溫度約在攝氏23度左右，濕度在80％間，因其靠近盆地邊緣山區雨量較多，年平均雨量均在2,000公厘以上。每年十月下旬至翌年三月盛行東北季風，細雨綿綿，六月至九月，則多雷雨及颱風雨，為全年降雨量集中時節。風向以東南風居多，氣候尚稱適宜，依中央氣象局署調查資料顯示，新店因靠近山區，年雨天數較多約為160天，年日照數1,463.6小時。

### 人口
根據新北市政府民政局及內政部戶政司統計，2024年底新店區戶數約13.9萬戶，人口約30.7萬人，是全臺灣人口第九多的三級行政區。區內人口最多與最少的里分別是公崙里與雙坑里，2024年底兩里人口分別為14,122人與753人。

## 政治

### 歷任首長
- 新店鎮鎮長
  - 第一屆：周廷乾
  - 第二屆：周廷乾
  - 第三屆：張清水
  - 第四屆：高淵源
  - 第五屆：卓定俊
  - 第六屆：卓定俊
  - 第七屆：王毓財
  - 第八屆：陳忠作（任內改制為縣轄市）

- 新店市市長
  - 第一屆：陳忠作
  - 第二屆：陳忠作
  - 第三屆：鄭貞德
  - 第四屆：鄭貞德
  - 第五屆：鄭三元
  - 第六屆：曾正和
  - 第七屆：曾正和
  - 第八屆：王美月

- 新店區區長
  - 第一屆：王美月
  - 第二屆：林煌源
  - 第三屆：朱思戎
  - 第四屆：陳怡君
  - 第五屆：黃秀川

### 區政組織
新店區公所是新北市政府在新店區的派出機關，在中華民國政府架構中為市政府綜理區政的執行機關，上級業務監督機關為新北市政府。区长由市長任命，其任期為無任期保障。在區長、副區長及主任秘書之下，設有5課4室等9個內部單位。

### 行政區
現今新店區行政範圍的確立，來自於1922年，將原屬文山郡蕃地（今烏來區）的平廣、龜山、大粗坑、蛇舌子、四崁水、栗子園等6個小字納入新店庄庄域，全庄劃分為大坪林、安坑、青潭、直潭等4個大字。1943年，新店庄改制為「新店街」。1945年，改為「新店鎮」，屬臺北縣文山區:194。1950年1月，裁撤區署，新店鎮改直隸於臺北縣。1980年7月1日，新店鎮改制為「新店市」:194。2010年，臺北縣改制為直轄市，新店市改制為市轄區「新店區」，隸屬新北市。
新店區共轄69個里，其行政區域分布情形為：
| 次分區   | 里名   | 里名   | 里名   | 里名   | 里名   | 里名   | 里名   | 里名   | 里名   | 里名   | 里名   | 里名   | 里名   | 里名   |
| -------- | ------ | ------ | ------ | ------ | ------ | ------ | ------ | ------ | ------ | ------ | ------ | ------ | ------ | ------ |
| 大坪林區 | 新     | 張南里 | 國校里 | 文中里 | 廣明里 | 文明里 | 張北里 | 五峰里 | 長春里 | 新安里 | 忠誠里 | 中興里 | 新生里 | 新德里 |
| 大坪林區 | 百忍里 | 中正里 | 中華里 | 仁愛里 | 建國里 | 百和里 | 百福里 | 福德里 | 福民里 | 國豐里 | 明德里 | 中山里 | 和平里 | 江陵里 |
| 大坪林區 | 中央里 | 復興里 | 忠孝里 | 大鵬里 | 大豐里 | 大同里 | 信義里 | 寶安里 | 寶興里 | 寶福里 |        |        |        |        |
| 安坑區   | 頂城   | 太平里 | 美城   | 下城   | 柴埕里 | 安和里 | 永安里 | 新和里 | 永平里 | 公崙里 | 德安里 | 安昌里 | 達觀里 | 明城   |
| 安坑區   | 小城   | 雙城   | 日興里 | 玫瑰里 | 香坡里 | 吉祥里 |        |        |        |        |        |        |        |        |
| 青潭區   | 青潭   | 美潭   | 雙坑   | 員潭   |        |        |        |        |        |        |        |        |        |        |
| 直潭區   | 直潭   | 塗潭   | 華城   | 屈尺里 | 粗坑   | 廣興里 | 龜山里 |        |        |        |        |        |        |        |

## 發展概況

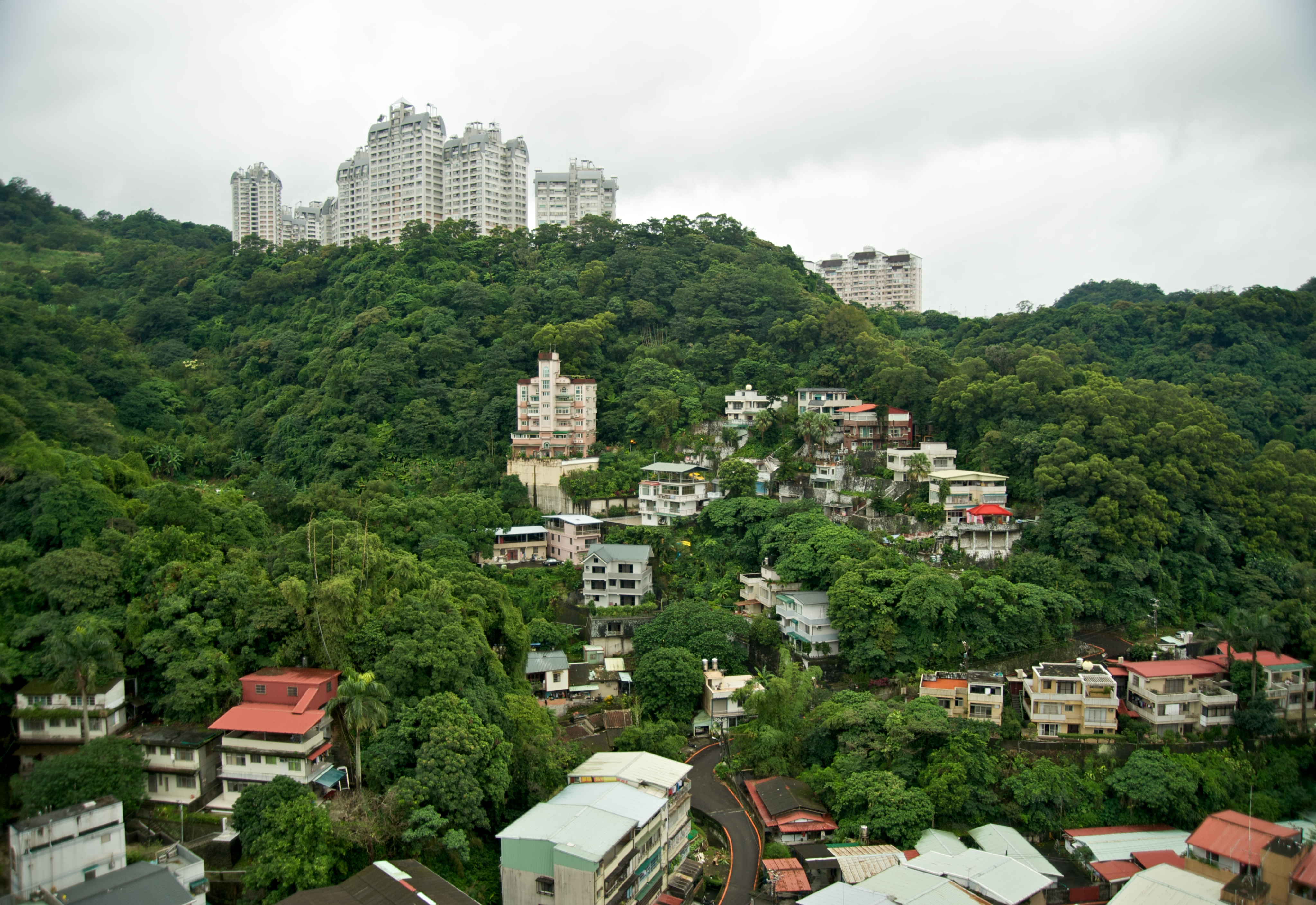
新店某山坡地社區一景

新店原屬於台北衛星城市，1980年代以前並未有太多開發，繁榮者僅市區與鄰近台北市的主要幹道。諸如現有雙向四至六線道的中興路（自景美溪到碧潭，途經家樂福新店店、五峰國中等地），還是1990年代初才開通的。
新店區的工業發展在早期最出名者，莫過於1953年10月時創立於新店的裕隆汽車（當時原名「裕隆機械製造股份有限公司」），是一家以代工製造日本日產汽車起家的台灣車廠。除此之外，1964年時由美國通用儀器（General Instrument，後來由摩托羅拉所收購）在新店所設立的「台灣通用電子」則是台灣第一家外商投資成立的公司。延續早年以電子產業為主的工業特色，今日在北新路與民族路交叉口，也有知名行動電話製造商宏達國際電子及電腦主機板大廠技嘉科技的進駐。
1981年裕隆汽車將生產線移至苗栗縣三義鄉之後騰出了大面積的市區用地，開始拆除廠房改建為商場與住宅區，其中包括2004年時在中興路與寶橋路交叉口開設的家樂福與特力屋，一旁的帶狀汽車主題商場（命名為「裕隆汽車城」），與在2020年時啟用、由已故英國女建築師札哈·哈蒂的事務所所設計，整合誠品生活、威秀影城與一般住宅的大型綜合開發案「新店裕隆城」。但裕隆汽車公司在2019年10月17日時，董事會決定住宅區部份暫停申報開工，商業區則變更原設計造型，新造型改為只先興建商場，於2023年9月開幕。
由於地處淡水河水系的上游，新店是大坪林圳、瑠公圳、永豐圳、安坑圳等台北盆地重要灌溉渠道的水源頭，全台第一座水力發電——龜山發電廠——也在新店境內。
新店境內設有數個重要的中央級政府機關，例如中華民國最高調查與情報機構法務部調查局，與唯一可合法印製新台幣紙鈔的中央印製廠。另外，位在中山里、過去稱為「十四張」的地區有一個名為中央新村、佔地約18公頃的社區，是1960至1970年代之間由中華民國政府向私人地主購地之後設置，以便安頓自中國大陸隨國民政府遷居台灣的立法委員、監察委員與國大代表等台灣早期的民意代表，而成為新店境內外省族群主要的聚居地。
1999年11月11日，台北捷運新店線全線通車，促進了捷運沿線各站周邊的發展，例如大坪林站附近的民權路商圈、七張站附近的家樂福旗艦店與新店站附近的碧潭商圈與大潤發碧潭店。
小碧潭站下方開設之前，也曾是稻田一片。小碧潭沿新店溪一帶，原本是休閒場地，北二高開通與公園開設後，不見舊日痕跡。
2019年5月，知名家具賣場宜家家居(IKEA)進駐小碧潭站樓上，是第一家與捷運共構的分店。
2020年3月，京站時尚廣場也進駐同棟樓，發揮消費的群聚效應。
新店區有幾座傳統市場，且都擁有數十年以上的歷史。諸如同位於建國路上便有朝市（包括建國市場與周遭建國路、中正路、三民路等區域的攤商）與黃昏市場，在大坪林站2號出口附近，也有一個朝市，綿延到民權路。

## 交通

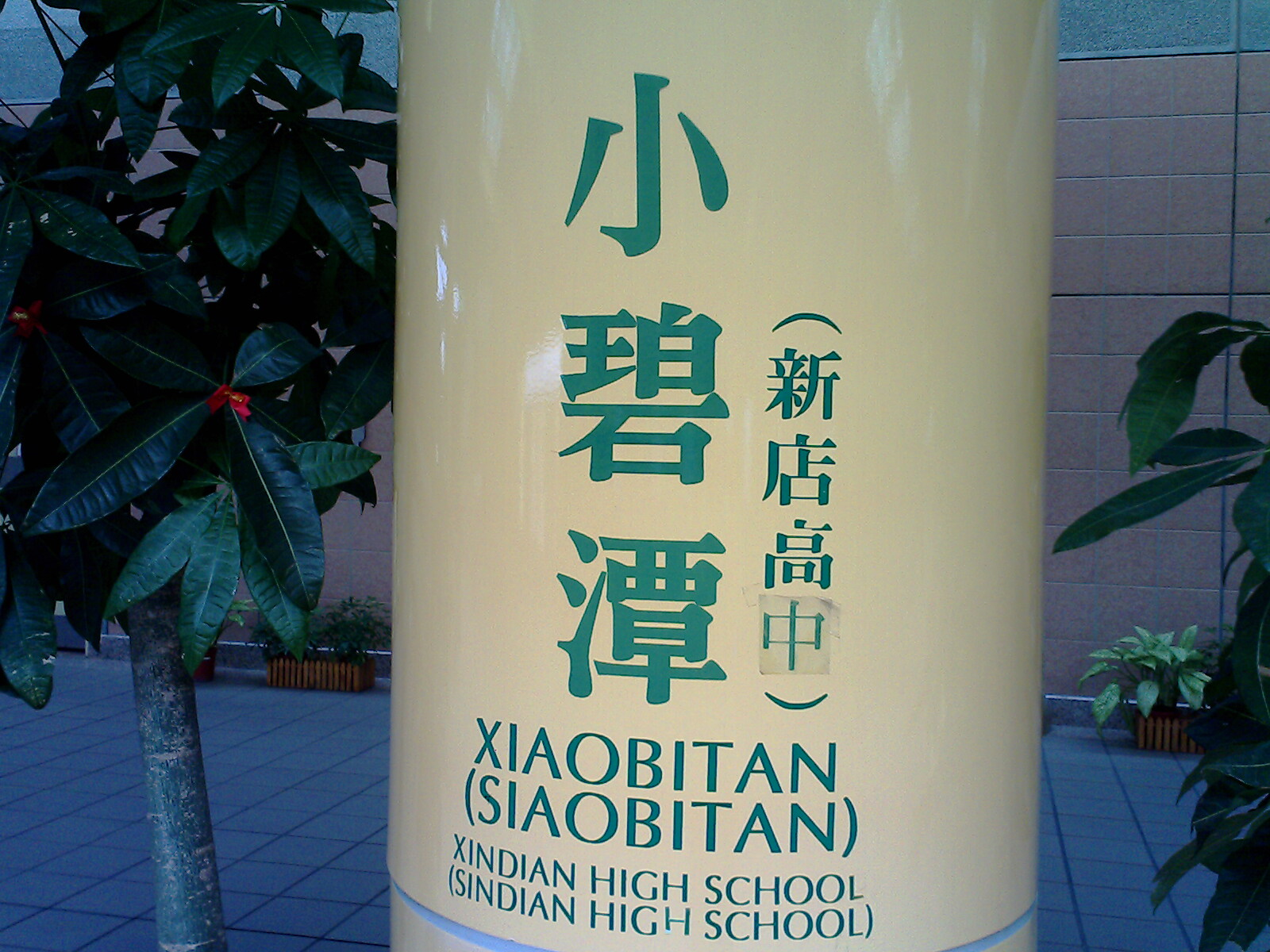
副站名「新店高中」的捷運小碧潭站

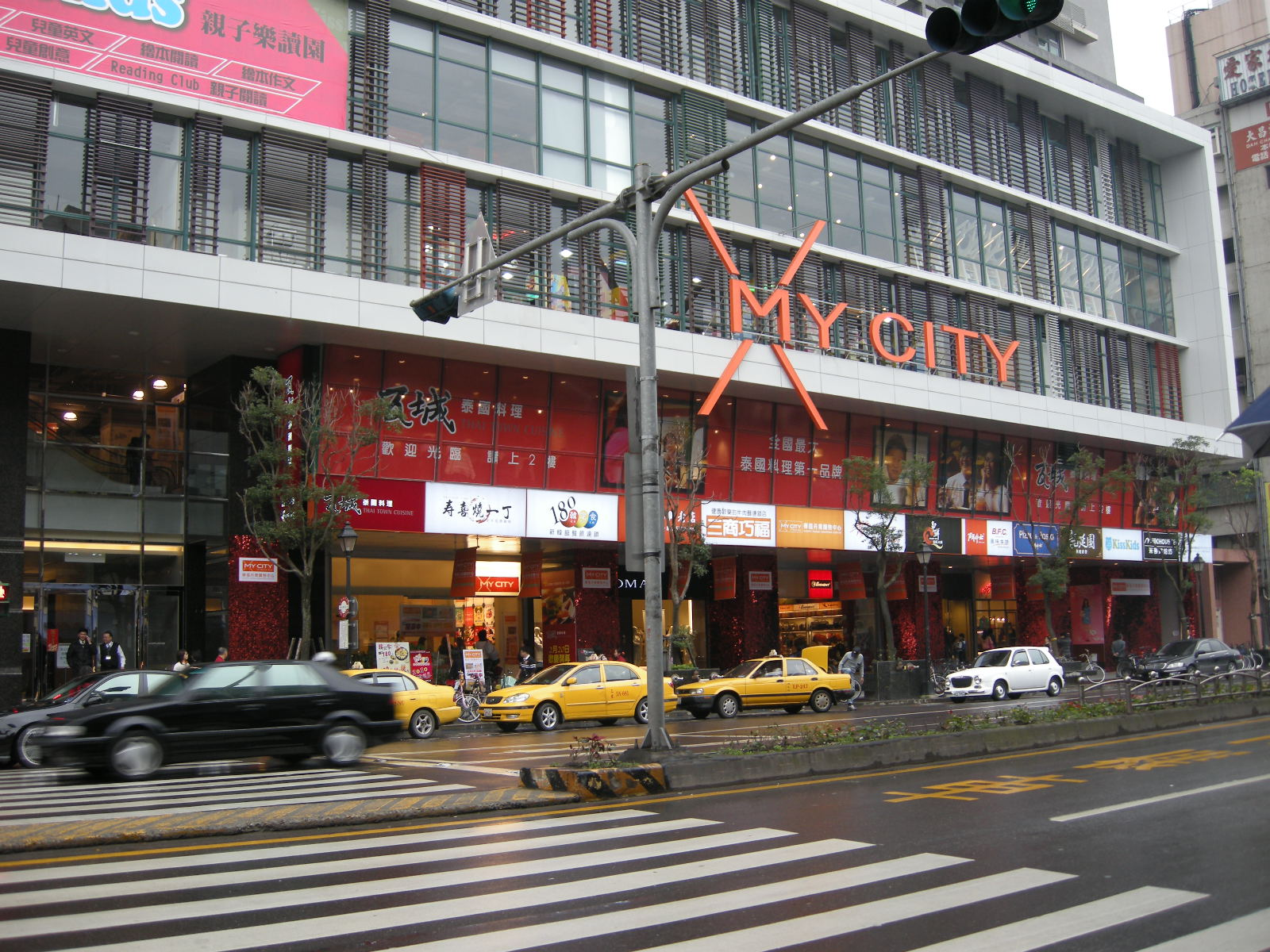
七張站商圈

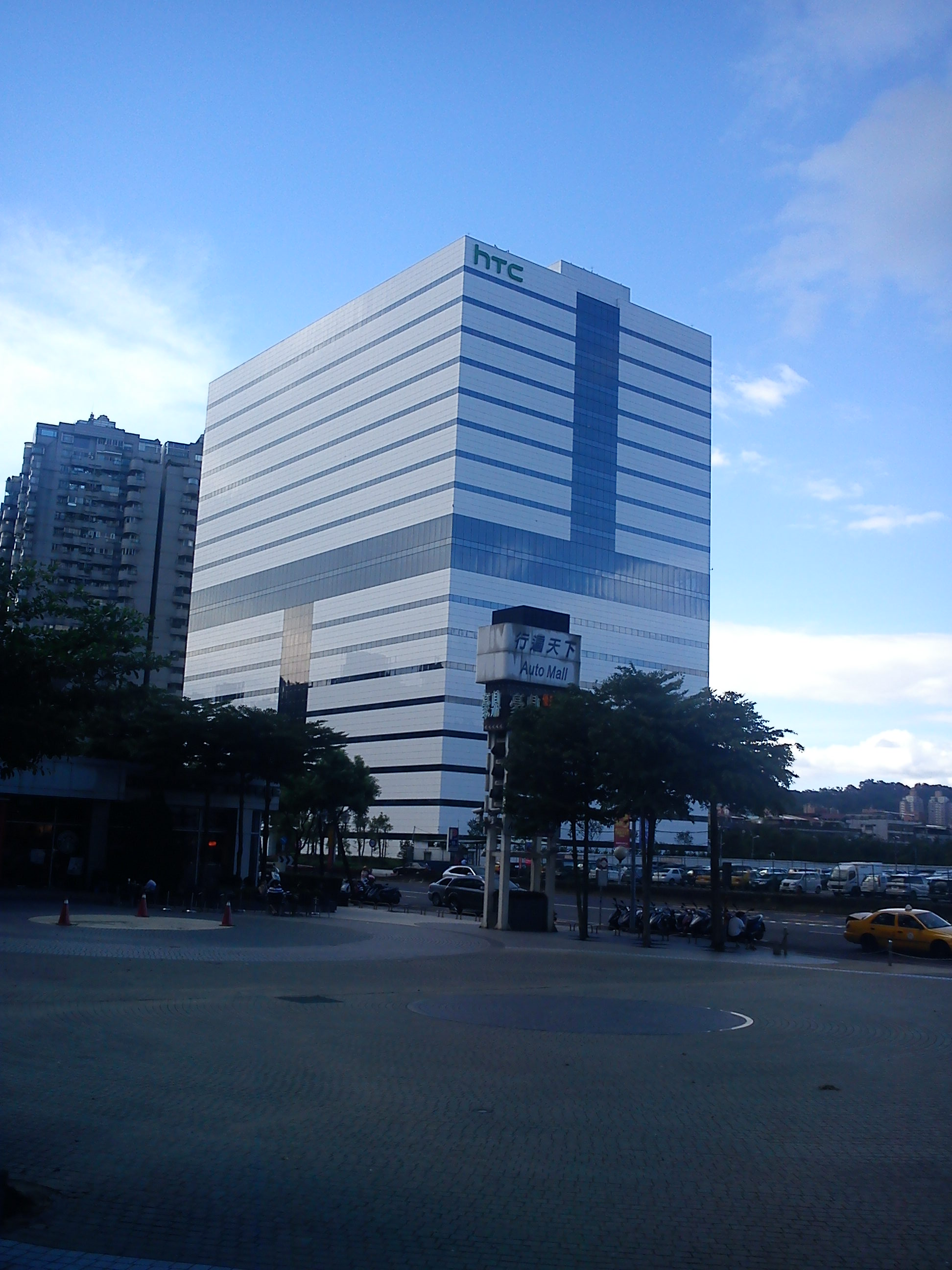
宏達電新店總部

在新店區境內有許多較晚期才建設完成的交通建設，其中北二高通過新店區，並且設置有新店與安坑兩個交流道。除此之外，新店地區也有臺北捷運新店線及其支線小碧潭線通過。

### 捷運
台北捷運
- 松山新店線：大坪林站－七張站－新店區公所站－新店站
- 小潭支線：七張站－小碧潭站
- 環狀線：十四張站－大坪林站－寶斗厝站（興建中）松山新店線的南段全位於新店區境內，並以過去公路局新店總站原址改建的新店站作為終點，除新店站外沿線上尚有大坪林站、七張站與新店區公所站共四個位在新店境內的車站。除此之外，在七張站處尚有一條延伸至新店機廠的維修路線改建而成的小碧潭支線，其終點位於與機廠併設的小碧潭站。

除了已通車的新店線外，台北捷運二期路網的環狀線也通過了新店區的北端。西環段的大坪林與十四張兩站已通車，而南環段的寶斗厝站目前尚未動工。
新北捷運
- 安坑輕軌：十四張站－新和國小站－陽光運動公園站－安康站－景文科大站－耕莘安康院區站－台北小城站－玫瑰中國城站－雙城站

### 道路

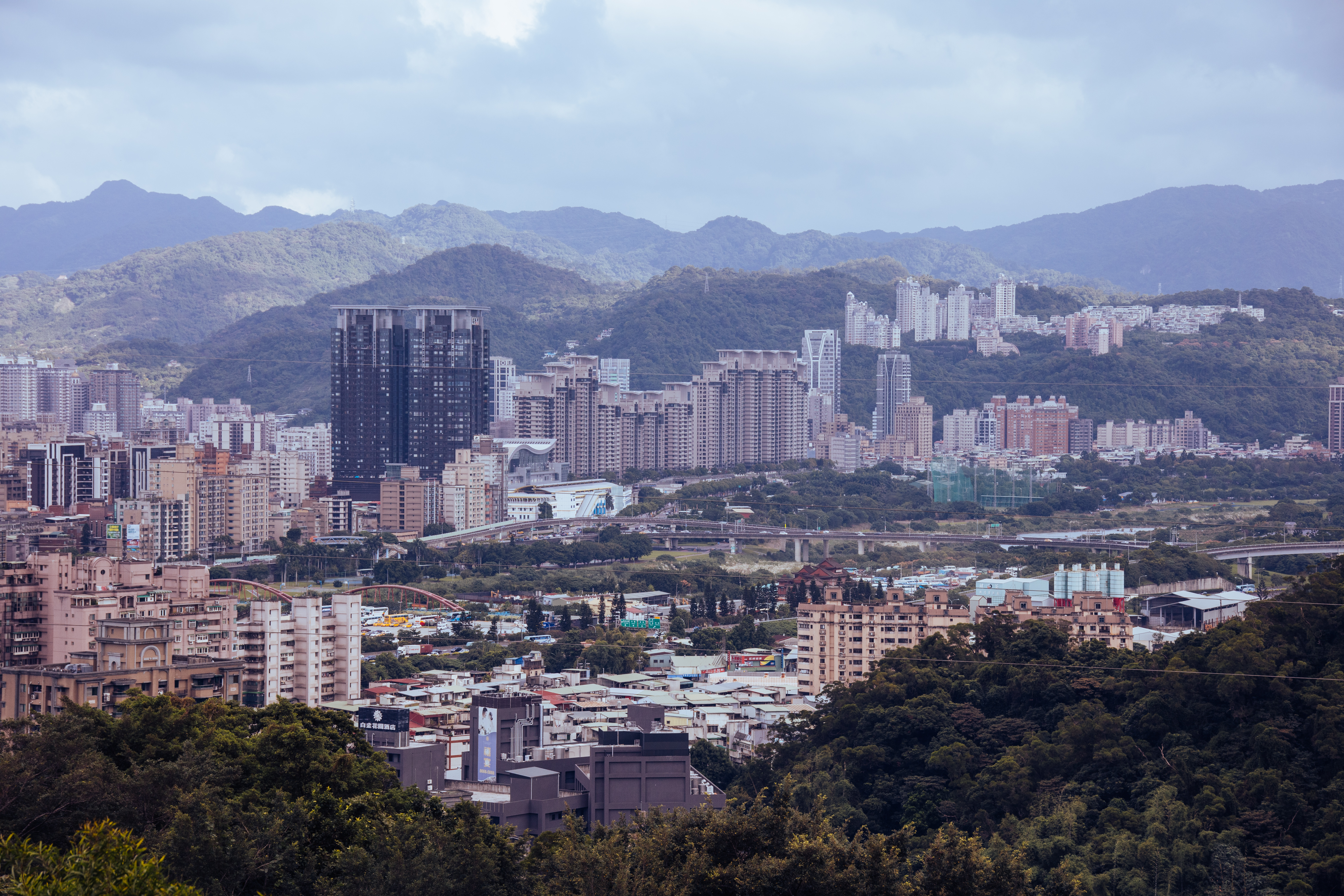
新店擁有高密度的集合式住宅

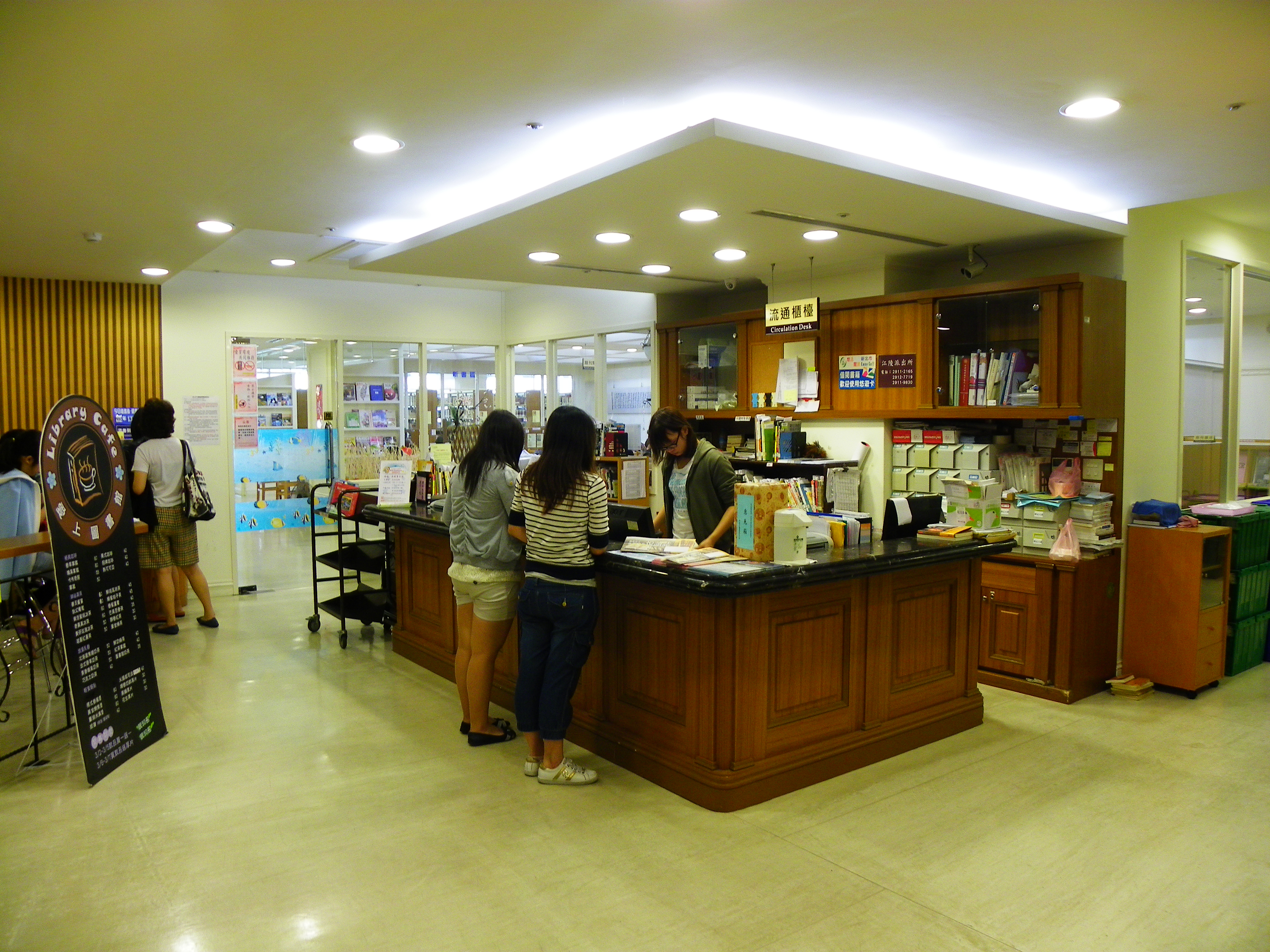
新北市立圖書館新店分館

在通過新店區境的道路交通路線中，北二高（福爾摩沙高速公路北部路段）是最重要的一條，設置有新店與安坑兩個交流道。
在一般道路運輸方面，早期新店只有兩條主要交通線通往臺北市中心，其中最重要者是沿著已經拆除的鐵路原址所修築的北新路，與臺北市區南邊的主幹道之一羅斯福路相連，是台九線（由臺北起經宜蘭、花蓮與臺東，終點為屏東楓港，是臺灣東部的主要幹線）的一部份；許多連鎖零售店鋪多於北新路設立據點。例如另一條路線則是由新店經木柵（今臺北市文山區）地區通往臺北市東南側的辛亥路。
由於這兩條道路都是早期闢設的道路，路寬有限兩側腹地也不多，無法進一步拓寬而易壅塞，再加上北新路只有景美橋與景美舊橋兩條橋樑與臺北市相連，辛亥路則需要穿越懷恩隧道與辛亥隧道，都是關鍵的交通瓶頸。為了解決此問題，臺北縣市政府合作在新店溪沿岸修築了環河快速道路及水源快速道路，是一條部分平面、部分高架的快速公路，連接臺北市公館地區並繼續往北與環河南北快速道路相連。
在新店溪另一邊的安坑，與新店市區原本只有碧潭橋一條交通動線。早期此地對外主要交通路線有三條，除了往新店方向的碧潭橋外，還有一條通往中和（安和路，或稱為市道111號），另一條則是通往三峽（安康路，或稱為縣道110號）。由於這些都是早年興建的交通路線，在安坑地區陸續成立了許多大型的住宅社區（如臺北小城、玫瑰中國城、大臺北華城與綠野香坡等社區）湧進大批居民之後，早已不敷使用而使聯外交通嚴重惡化。為了解決此問題，興建了北二高與連接安坑及環河—水源快速道路中央新村段的中安便橋，長期以來的交通問題才稍稍得到抒解。近幾年通車的新北環河快速道路、中安大橋以及新店安坑一號道路與 安坑輕軌預計將能解決安坑的交通問題。
新店區是北宜公路（臺九線的一部份）的入山口，是臺北經臺九線欲前往宜蘭等東岸縣市的必經地，而新烏公路（新店-烏來，也稱為台9甲線，是臺九線的支線）則是進出烏來區唯一的一條交通動線。雖然臺九甲是一條原本計畫要一路連往宜蘭市的交通線，但烏來區孝義至員山鄉雙連埤段未通車且已暫時放棄後續興建計畫，變成烏來、宜蘭兩頭各有一段臺九甲卻無法連貫的現象，2014年7月時交通部公路總局將臺九甲線縮減，並將雙連埤－宜蘭路段重編為台7丁線。
高速公路與快速道路
- 福爾摩沙高速公路
  - 26 新店新店交流道
  - 31 安坑安坑交流道
- 八里新店線（新北市八里區 - 新店區）
  - 29 新店端新店端
- 北100線（新店環河快速道路）
- 新北環河快速道路
  - 中安大橋端
- 新店安坑一號道路（安一路）

省道
- 台9線（北新路／北宜路）
- 台9甲線（新烏路）

市道
- 市道106號：復興路→寶慶街→景美溪橋（33.4K~34.9K）
- 市道110號：安康路（38.0K~47.0K）
- 市道111號：安和路（6.8K~9.7K）

區道
- 北96線（民權路）
- 北98線（寶橋路）
- 北101線（中正路）
- 北103線（中興路）
- 北105線（碧潭路／永業路／新潭路）
- 北106線（桂山路／四崁水路）

### 橋樑
由於新店與隔鄰的新北市中和區及台北市文山區都是以河流作為行政界線，因此幾乎所有的主要動線都需利用橋樑作為銜接。
- 景美溪橋：新店往木柵（木柵路一段）
- 寶橋：新店往木柵（木新路三段）
- 景美橋：新店往景美（景文街）
- 北新橋 (鳴遠橋)：新店往景美（羅斯福路六段）
- 秀朗大橋：新店往中和（景平路）
- 碧潭大橋：新店往安坑（安康路一段）
- 中安大橋：新店往安坑（新北環快、祥和路）
- 能仁路橋：連接中興路一段
- 陽光橋：新店湯泉社區往陽光運動公園（行人、自行車專用陸橋）

## 教育

### 大專院校
- 景文科技大學
- 耕莘健康管理專科學校

### 高級中等學校
- 新北市立新店高級中學
- 新北市立安康高級中學
- 新北市私立康橋雙語實驗高級中學
- 新北市私立崇光高級中學
- 新北市私立中信高級中等學校
- 新北市私立南強高級工商職業學校
- 新北市私立莊敬高級工業家事職業學校
- 新北市私立能仁高級家事商業職業學校

### 國民中學
- 新北市立文山國民中學
- 新北市立達觀國民中小學（國中部） （页面存档备份，存于）
- 新北市立五峰國民中學
- 新北市立安康高級中學（國中部）
- 新北市私立康橋雙語實驗高級中學（國中部）
- 新北市私立崇光高級中學（國中部）
- 新北市私立中信高級中等學校（國中部）

### 國民小學
- 新北市新店區新店國民小學
- 新北市新店區中正國民小學
- 新北市新店區安坑國民小學
- 新北市新店區青潭國民小學
- 新北市私立康橋雙語實驗小學
- 新北市立達觀國民中小學（國小部） （页面存档备份，存于）
- 新北市新店區雙峰國民小學
- 新北市新店區大豐國民小學
- 新北市新店區北新國民小學
- 新北市新店區屈尺國民小學
  - 廣興分校
- 新北市新店區直潭國民小學
- 新北市新店區新和國民小學
- 新北市新店區雙城國民小學
- 新北市新店區龜山國民小學

### 社會大學
- 新店崇光社區大學 （页面存档备份，存于）

## 公共設施
公家單位
- 內政部消防署
- 內政部空中勤務總隊
- 內政部建築研究所
- 內政部役政司
- 內政部警政署保安警察第二總隊
- 內政部警政署保安警察第三總隊
- 法務部調查局
- 農業部農田水利署
- 經濟部水利署新店辦公室
- 財政部北區國稅局新店稽徵所
- 國家運輸安全調查委員會
- 國家災害防救科技中心
- 臺北翡翠水庫管理局
- 臺北地方法院新店簡易庭
- 中央印製廠
- 法務部矯正署新店戒治所
- 國家安全局科技中心
- 新北氣象站

醫療
- 慈濟醫院臺北院區
- 天主教耕莘醫院
  - 耕莘醫院安康分院
  - 耕莘診所附設新店央北社區長照機構
- 同仁醫院
- 新北仁康醫院
- 豐榮醫院
- 新店區衛生所

慈善機構
- 創世社會福利基金會新店植物人安養院

消防

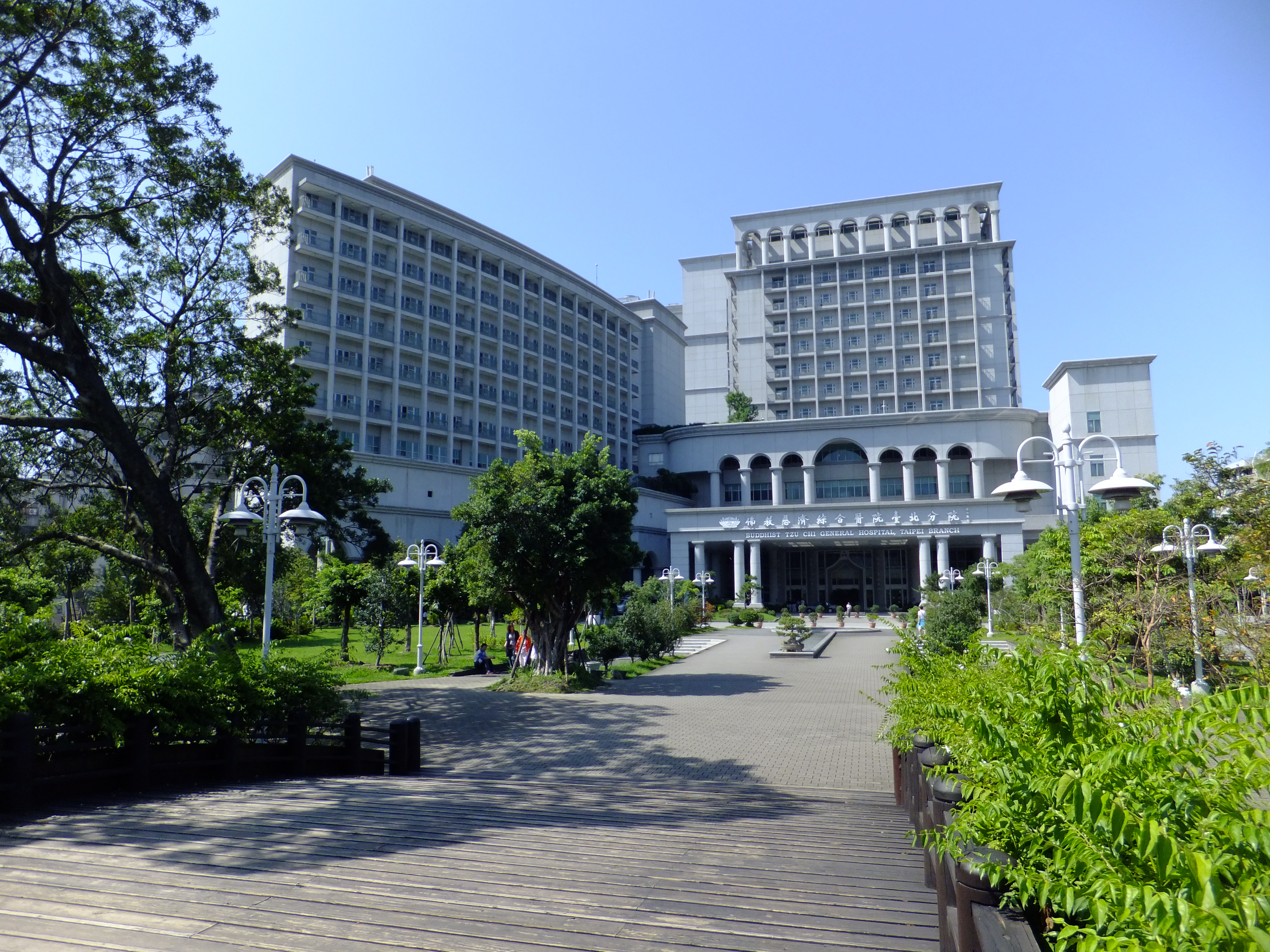
慈濟醫院臺北分院

- 新北市政府消防局第四大隊[26]
  - 新店中隊
    - 新店分隊
    - 直潭分隊
    - 安康分隊
    - 安和分隊

警政
- 新北市政府警察局新店分局
  - 新店分局交通分隊
  - 安康派出所
  - 安和派出所
  - 直潭派出所
  - 青潭派出所
  - 頂城派出所
  - 碧潭派出所
  - 龜山派出所
  - 雙城派出所
  - 江陵派出所
  - 屈尺派出所

圖書館
新北市立圖書館在新店區內設有分館一座，並在市區內設置了包含寶興、北新、中央、碧潭、百忍、福民、中正、仁愛、柴埕、大鵬、龜山、三民等多座圖書閱覽室。除此之外，以安康綜合大樓的既有建築設施重新規劃用途而成的新北市青少年圖書館是全台灣第一座此類主題的圖書館，而位在新店區公所旁馬公友誼文化公園內的新店文史館（遷址前原稱「新店文獻史料館」），除了收藏展示新店的文史與瑠公圳開拓史之外，也將平埔族與泰雅族等在新店地區聚居的原住民之文化信仰，與新店出身的知名畫家劉其偉的作品，列入固定性的展出項目。
新店行政生活園區
新店行政生活園區西臨北新路一段、北接北新路一段88巷，南側緊鄰未來捷運新店區公所站3號出口，是一面積約1.2公頃的行政與住宅用地混合地區，原本就是新店區的行政中心所在地，包括區公所、警察分局與地政事務所等新店的主要行政機關皆位於此區域內。因面臨建物老舊、辦公空間不敷使用的問題，為了改善公共服務品質並促使土地多元使用，新北市政府透過都市計劃的修改將機關用地變更為「行政園區特定專用區」。並規劃設立一包含複合式的行政與辦公大樓、新店國民運動中心與緊鄰一旁的住宅大樓之綜合用途園區，成為全台第一個透過都市更新轉型的行政專區。在經過競圖招標等相關程序後，由冠德建設取得此公部門與私人企業合作開發的公辦都更案之開發權，並委託日本建築師丹下憲孝進行建築外觀的設計。

## 觀光景點
- 新店溪沿岸
  - 龜山發電廠
  - 青潭堰（含李合豐銅像、陳金龍銅像）
  - 成功湖
  - 燕子湖
  - 梅花湖
  - 文山農場
  - 濛濛谷
  - 新店九丁榕
  - 新店渡渡口
  - 開天宮（盤古帝王）
  - 新店老街
  - 碧潭吊橋
  - 和美山步道
  - 幸福碧潭樂園（已廢棄）
  - 太平宮（開漳聖王）
  - 碧潭
  - 碧潭樂園
  - 陽光橋

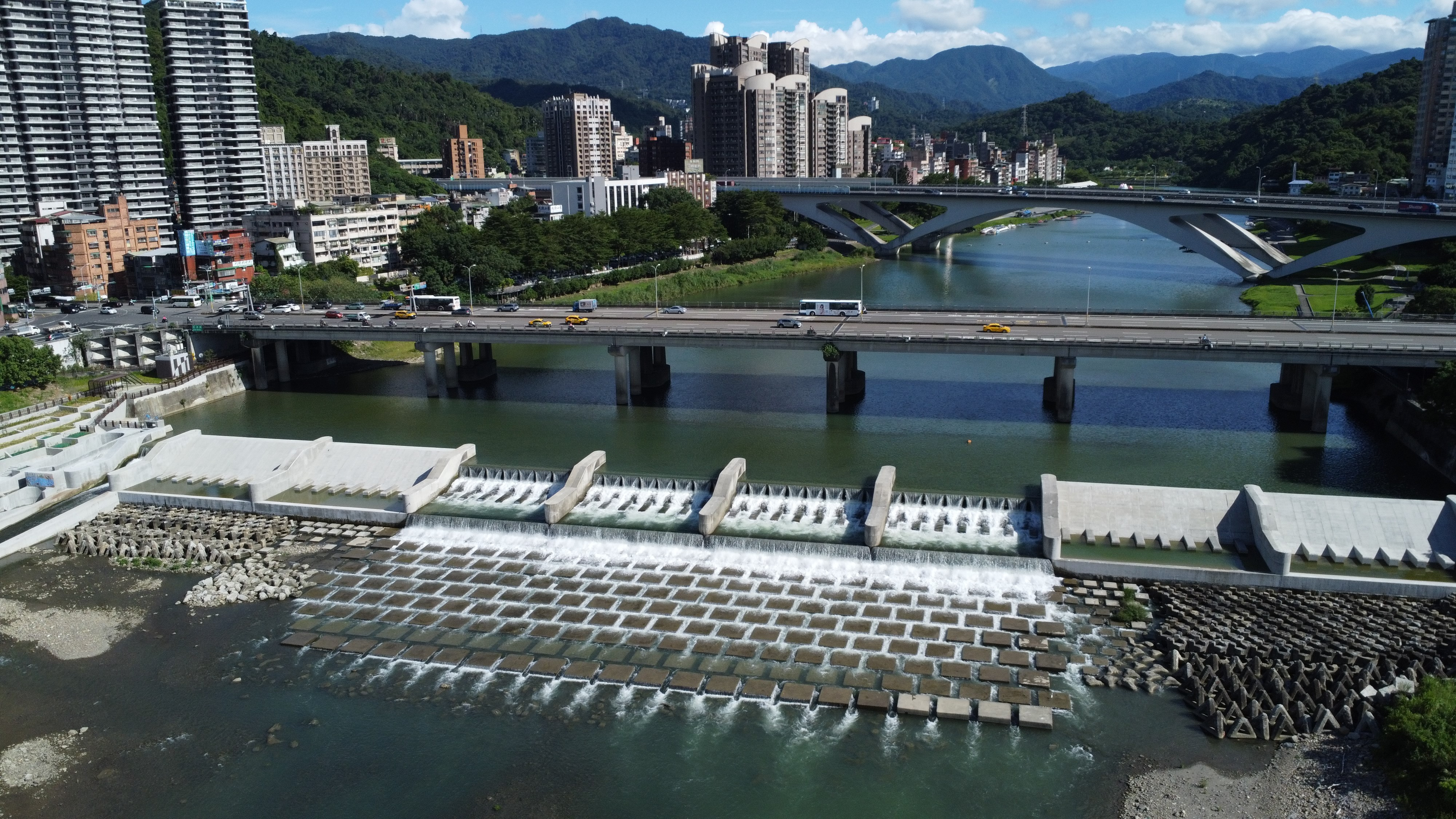
碧潭

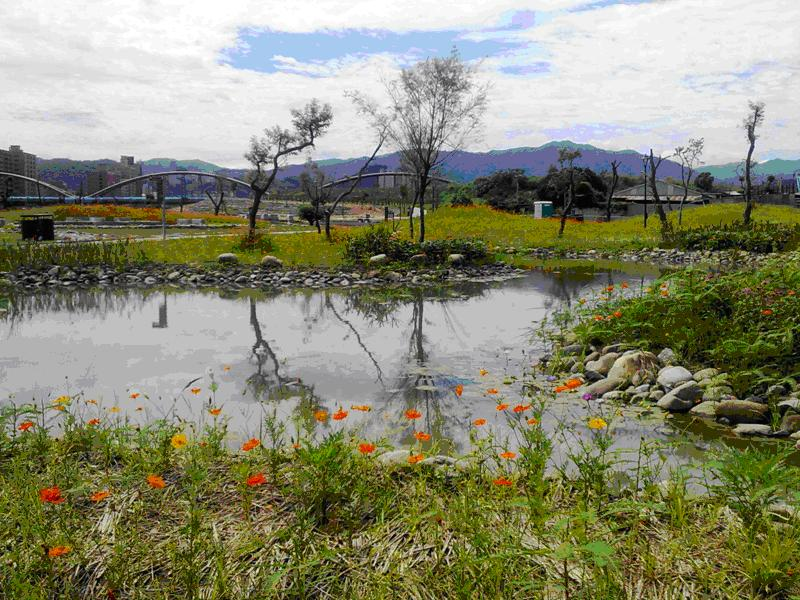
陽光運動公園

  - 安和花市（位於陽光運動園區旁、北二高橋下）
  - 陽光運動園區
- 大坪林
  - 十四張斯馨祠：創建於清乾隆四十四年（1779年），是新店最早的店仔街土地公。
  - 景美人權文化園區（國家人權博物館）
- 安坑
  - 二叭子植物園
  - 安康森林公園（含張再添銅像）
  - 達觀公館
  - 陳逢顯毫芒雕刻博物館
  - 牛伯伯蝴蝶園
  - 臺大安康農場
- 其他
  - 小獅頭山
  - 獅頭山：2010年知名台灣偶像劇《犀利人妻》，拍攝地點就位於新北市新店區獅頭山的登山步道旁別墅。[28]
  - 新店文史館
  - 銀河洞瀑布
  - 新店慈玄寺

## 特殊事件
2011年5月12日下午1點左右，在民生路75巷西側與中央路、民生路158巷北側之十四張空曠區域，發生臺灣北部氣象史上首見的龍捲風，長達五分鐘，並把一臺汽車捲翻。由於此次罕見氣候現象發生於陸地人口稠密區之白天上班日，鄰近之花開富貴社區、新店高中、附近中央新村、湯泉社區、大豐國小等不同方位有大量民眾及學生近距離或遠方同時目擊。多位民眾即時以具有錄影功能的手持設備拍攝實況影片紀錄後並將數位影片上傳於影音網站。甚至遠在4公里外的福和橋上及臺北市區高樓也能看見南方有大片厚重黑色之詭異雲層聚集。本次也是臺灣氣象史首次有影像紀錄之陸地龍捲風報告（臺灣近海海上龍捲風則有多次影像紀錄）。

## 相關條目

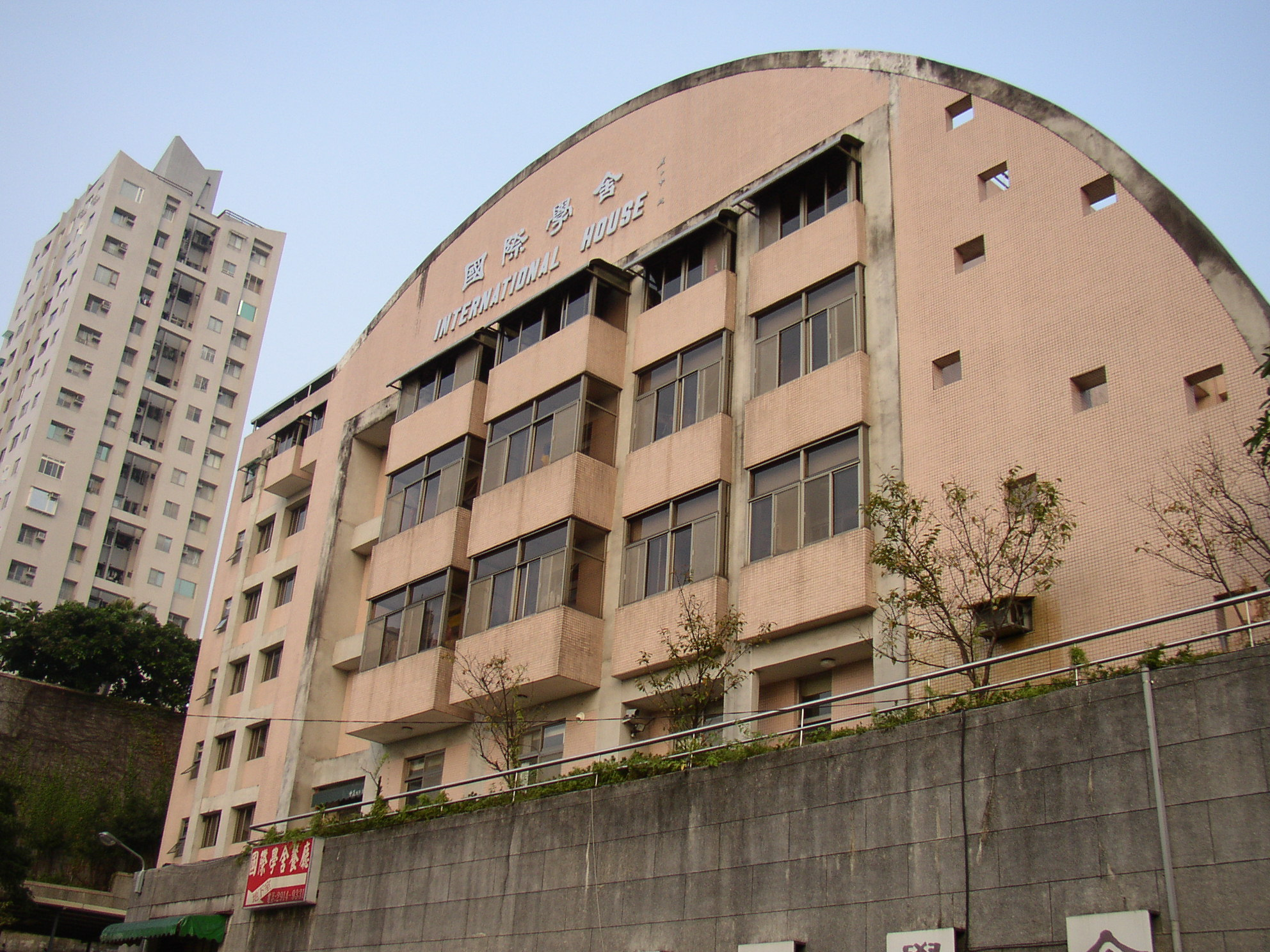
臺北國際學舍

## 姊妹市
新店區在新店市時代有以下姊妹市：
- 美国亞利桑那州旗竿市
- 美国佛羅里達州塔瓦雷斯
- 美国科羅拉多州麥嶺市
- 美国威斯康辛州明尼托瓦克市（英语：Manitowoc, Wisconsin）
- 美国紐澤西州霍威爾市（英语：Howell Township, New Jersey）

- 比利时林堡省東加蘭
- 中華民國金門縣烈嶼鄉
- 中華民國澎湖縣馬公市

## 外部連結
- 新店區公所 （页面存档备份，存于）
- 新店區戶政事務所 （页面存档备份，存于）
- 新店區衛生所 （页面存档备份，存于）

24°58′0.4″N 121°32′28.9″E / 24.966778°N 121.541361°E